# Reyes Etla
Reyes Etla là một đô thị thuộc bang Oaxaca, México. Năm 2005, dân số của đô thị này là 3252 người.